# Striping
El striping de discos (denominado a veces RAID 0) es un método de incrementar el índice de transmisión del sistema (throughput) mediante el uso de varias unidades de disco en paralelo. En los discos donde no se utiliza striping, el sistema operativo escribe en un solo bloque de un solo disco, mientras que en la configuración en striping, cada bloque se divide y las distintas partes de los datos se escriben en discos diferentes.
El rendimiento del sistema con la configuración RAID 0 es superior a la que proporcionan las configuraciones RAID 1 o 5, pero se incrementa la posibilidad de pérdida de datos porque no hay forma de recuperar o reconstruir los datos almacenados en cualquier disco que falle.
- Datos: Q1332256